# Michael Aubrey
Michael Robert Aubrey, né le 15 avril 1982 à Shreveport (Louisiane) aux États-Unis, est un ancien joueur américain de baseball évoluant en Ligue majeure de baseball. Il se contente d'évoluer en Ligues mineures en 2010.

## Carrière

### Scolaire et universitaire
Michael Aubrey porte les couleurs de son lycée, le Southwood High School de Shreveport jusqu'en 2000. Il est nommé joueur de l'année en Louisiane.
Il suit des études universitaires à l'Université Tulane. Il joue avec Green Wave de Tulane où il frappe une moyenne 0,420 en 2003 et est nommé meilleur joueur de la Conference USA.
Il joue également pour l'équipe des États-Unis en 2002 avec laquelle il dispute 29 matches pour une moyenne au bâton de 0,405 et 6 coups de circuit.

### Professionnelle
Drafté au premier tour (11e choix) par les Indians de Cleveland le 14 juin 2003, il complète sa formation dans les clubs-écoles des Indians : Captains de Lake County (2003), Indians de Kinston (2004) et Aeros d'Akron (2004 à 2007).
Durant l'inter-saison 2008, il est intégré à l'effectif des 40 joueurs des Indians de Cleveland et prend part à quinze rencontre lors de la saison 2008. Ecarté de la liste des 40 joueurs des Indians à l'arrivée de Carl Pavano, il est invité à participer aux matches de pré-saison des Indians en février-mars 2009. Relégué en Ligue lineures le 24 mars, il commence la saison 2009 en Triple-A avant d'être transféré chez les Orioles de Baltimore le 24 juin 2009.
Aubrey joue 31 matchs pour Baltimore en 2009, frappant dans une moyenne au bâton de ,289 avec quatre circuits et 14 points produits. Après une saison 2010 passée dans les ligues mineures, il rejoint le 20 décembre 2010 les Nationals de Washington.

## Statistiques
| Saison | Équipe    | G  | AB  | R  | H  | 2B | 3B | HR | RBI | SB | BA    |
| ------ | --------- | -- | --- | -- | -- | -- | -- | -- | --- | -- | ----- |
| 2008   | Cleveland | 15 | 45  | 2  | 9  | 0  | 0  | 2  | 3   | 0  | 0,200 |
| 2009   | Baltimore | 31 | 90  | 12 | 26 | 7  | 0  | 4  | 14  | 0  | 0,289 |
| Totaux | Totaux    | 46 | 135 | 14 | 35 | 7  | 0  | 6  | 17  | 0  | 0,259 |

Note : G = Matches joués ; AB = Passages au bâton; R = Points ; H = Coups sûrs ; 2B = Doubles ; 3B = Triples ; 
HR = Coup de circuit ; RBI = Points produits ; SB = Buts volés ; BA = Moyenne au bâton.